# Матос, Денис Сезар ди
Де́нис Се́зар ди Ма́тос (порт. Denis César de Matos; 14 апреля 1987, Жау, штат Сан-Паулу) — бразильский футбольный вратарь, выступающий за греческий «Арис» (Салоники).

## Биография
Денис — воспитанник «Понте-Преты», и первые годы его карьеры прошли в команде из Кампинаса. В январе 2009 года Дениса приобрёл «Сан-Паулу», где ему отводилась роль третьего вратаря после капитана Рожерио Сени и опытного Жуана Боско. Однако дебютировал Денис уже на следующей неделе после подписания контракта — в конце матча Лиги Паулисты с «Португезой» Сени потянул мышцу задней поверхности бедра, а Боско на тот момент ещё не восстановился от своей травмы. Денис вышел на замену и успел один раз спасти свою команду от пропущенного гола. В итоге «Сан-Паулу» удержал победный счёт — 2:0. В том же году провёл 17 матчей в чемпионате Бразилии, но после восстановления Рожерио Сени Денис надолго сел в запас «трёхцветных».
В 2010 году Денис не сыграл ни в одном матче своей команды ни в одном турнире. В 2011 году лишь изредка появлялся на поле. Очередная травма Сени позволила Денису стать «титуларом» (игроком основы) в Паулисте и Кубке Бразилии 2012 года. Также он сыграл в 14 из 38 матчей чемпионата Бразилии.
В 2013 году Денис уже стал рассматриваться в качестве единственной альтернативы Рожерио Сени, который намеревался завершить карьеру по окончании сезона. В апреле жена Дениса, Карол Паэс Матос, выступила в социальных сетях с критикой Рожерио Сени, который, по её мнению, допустил грубые ошибки в матче против «Стронгеста» в Кубке Либертадорес, из-за чего бразильская команда уступила со счётом 1:2. По её мнению, Сени играет даже тогда, когда он находится в плохой форме, не давая шансов другим вратарям «Сан-Паулу». Денис заявил, что «очень расстроен» высказываниями своей жены, и что для него лично Рожерио является идолом. Он добавил также, что Карол, будучи болельщицей «Сан-Паулу», также признала свою ошибку. В конце года на фоне слухов о переходе в «Сан-Паулу» Диего Кавальери Денис выступил с официальным опровержением своего возможного ухода.
Однако Сени принял решение продлить контракт, и в 2014, как и в 2015 годах, Денис продолжал оставаться дублёром чемпиона мира. По окончании сезона 2015 Рожерио Сени завершил карьеру, что сделало Дениса, наконец, первым номером в «Сан-Паулу». В 2016 году Денис достиг рубежа в 100 матчей за «Сан-Паулу», это произошло 10 февраля в матче против «Универсидада Сесар Вальехо» в Кубке Либертадорес. В этом розыгрыше «Сан-Паулу» дошёл до полуфинала.
По окончании чемпионата Бразилии 2017 года Денис перешёл в «Фигейренсе».

## Титулы
- Вице-чемпион Бразилии (1): 2014
- Обладатель Южноамериканского кубка (1): 2012 (не играл)
- Полуфиналист Кубка Либертадорес (1): 2016

## Статистика выступлений
| Клуб             | Сезон            | Чемпионат страны | Чемпионат страны | Кубок страны | Кубок страны | Континентальные турниры¹ | Континентальные турниры¹ | Чемпионат штата | Чемпионат штата | Другие турниры² | Другие турниры² | Итого | Итого |
| Клуб             | Сезон            | Игры             | Голы             | Игры         | Голы         | Игры                     | Голы                     | Игры            | Голы            | Игры            | Голы            | Игры  | Голы  |
| ---------------- | ---------------- | ---------------- | ---------------- | ------------ | ------------ | ------------------------ | ------------------------ | --------------- | --------------- | --------------- | --------------- | ----- | ----- |
| Сан-Паулу        | 2009             | 17               | 0                | -            | -            | 2                        | 0                        | 1               | 0               | 0               | 0               | 20    | 0     |
| Сан-Паулу        | 2010             | 0                | 0                | -            | -            | 0                        | 0                        | 0               | 0               | 0               | 0               | 0     | 0     |
| Сан-Паулу        | 2011             | 3                | 0                | 0            | 0            | 1                        | 0                        | 0               | 0               | 0               | 0               | 4     | 0     |
| Сан-Паулу        | 2012             | 14               | 0                | 9            | 0            | 0                        | 0                        | 21              | 0               | 0               | 0               | 44    | 0     |
| Сан-Паулу        | 2013             | 3                | 0                | -            | -            | 0                        | 0                        | 8               | 0               | 3               | 0               | 14    | 0     |
| Сан-Паулу        | 2014             | 3                | 0                | -            | -            | 0                        | 0                        | 2               | 0               | -               | -               | 5     | 0     |
| Сан-Паулу        | 2015             | 6                | 0                | 1            | 0            | 0                        | 0                        | 1               | 0               | 0               | 0               | 8     | 0     |
| Сан-Паулу        | 2016             | 38               | 0                | 2            | 0            | 12                       | 0                        | 17              | 0               | 2               | 0               | 70    | 0     |
| Сан-Паулу        | 2017             | 0                | 0                | 2            | 0            | 1                        | 0                        | 2               | 0               | 2               | 0               | 7     | 0     |
| Сан-Паулу        | Итого            | 84               | 0                | 14           | 0            | 16                       | 0                        | 52              | 0               | 6               | 0               | 172   | 0     |
| Итого за карьеру | Итого за карьеру | 84               | 0                | 14           | 0            | 16                       | 0                        | 52              | 0               | 6               | 0               | 172   | 0     |

¹Включая игры и голы в Кубке Либертадорес и Южноамериканском кубке.

²Включая игры и голы в товарищеских матчах и в Кубке Audi.